# Association pour le droit des femmes
L'Association pour le droit des femmes créée le 16 avril 1870 par Léon Richer et Maria Deraismes est une association œuvrant pour les droits civils des femmes. En 1882, Maria Deraismes fonde la Ligue française pour le droit des femmes (LFDF) afin de revendiquer les droits civils et politiques pour les femmes.

## Histoire
Le 16 avril 1870, Léon Richer fonde avec Maria Deraismes l'Association pour le droit des femmes. Il en prend la présidence puisqu'à cette époque une femme n'a pas le droit de créer une association ni de la présider.
Le 17 juillet 1870, le comité central de direction de l'association est constitué de Maria Deraismes, Amélie Bosquet, la comtesse de Guyon, Euphémie Garcin, Nelly Lieuter, Gabriel Bovet, Marie Ferraud et l'éditeur Louis Jourdan.
En 1872, Léon Richer, qui organise le Banquet pour le droit des femmes, reçoit le soutien de Victor Hugo, qui par un message aux organisateurs envoyé à la presse déclare au sujet des femmes : « Elle ne vote pas, elle ne compte pas. Il y a des citoyens, il n'y a pas de citoyennes. C'est là un état violent, il faut qu'il cesse ».
En 1872, le gouvernement interdit les réunions de groupe. L'association change de nom et devient la Société pour l'amélioration du sort de la femme. Le ministère de l'Intérieur l'interdit une nouvelle fois. Les activités de l'association sont clandestines de 1872 à 1878.  
Hubertine Auclert rejoint en 1876, l'Association pour le droit des femmes. Elle s'interroge très rapidement. Pour elle, il faut revendiquer le droit de vote donc les droits politiques pour les femmes. Léon Richer lui refuse une tribune au Congrès international des femmes de 1878. Elle quitte l'association.   
En 1882, Maria Deraismes, qui milite pour le droit de vote des femmes, contrairement à Léon Richer, quitte l'Association pour le droit des femmes et fonde la Ligue française pour le droit des femmes, dont Victor Hugo est président d'honneur,.  